# 圣马丁议会
圣马丁议会（荷蘭語：Staten van Sint Maarten）是荷兰构成国荷属圣马丁的立法机关。议会实行一院制，由15名议员组成。每届议会任期4年。